# Mola de la Paridora
La Mola de la Paridora és una muntanya de 1.195 metres que es troba al municipi d'Arnes, a la comarca de la Terra Alta.